# Жуантобе (городище)
Жуантобе (также Джувантобе) — средневековое городище. Расположено к северо-востоку от аула Кольтабан Ордабасинского района Туркестанской области Казахстана. Неподалёку расположен могильник Борижар.

## Описание
Жуантобе относится к т. н. «Караултобе» — крепостям, возводимым на искусственных насыпях.
Городище состоит из цитадели и рабада. Цитадель имеет четырёхугольную форму площадью 90×120 м и высотой 20 м. Высота рабада, расположенного вокруг цитадели, 4—5 м, ширина от 30 до 60 м. В южной и северной частях городища сохранились следы от ворот.

## Археологические исследования
В 1893 году в городище найдено свыше 5000 серебряных и медных монет. Археологические раскопки проводились в 1951 году Туркестанской археологической экспедицией (руководитель Е. И. Агеева), в 1996—1997 годах — экспедицией историко-краеведческого музея Чимкентской области (ныне Туркестанская область). Фрагменты глиняных сосудов и монеты, выпущенные Сасанидами, датируются 6—7 вв.
В 2009 году в ходе масштабных (площадью около 1000 м²) археологических раскопок была обнаружена коллекция артефактов: орнаментированная керамика, монеты, бронзовое зеркало, ювелирные украшения, сурьматаши, терракота.

## Идентификация
Согласно археологическим данных и находкам , Жоон-Тобе на территории с.Кенеш в Кыргызстане отождествляется с городом Атлах.
Археологи Е. И. Агеева, Г. И. Пацевич отождествляют Жуантобе со столицей средневекового Кендже — г. Арсубаникет (Субаникет). Сведения об Арсубаникете приводятся в сочинениях средневековых арабских учёных Абу Исхак аль-Истахри, ибн Якута, ал-Макдиси. Последний сообщает, что «Арсубаникет — большой и чистый город, окруженный оборонительной стеной». В произведении неизвестного автора «Худуд ал-Алем» имеются сведения о процветающем и красивом городе Субаникете.
Археолог Б. А. Байтанаев, с другой стороны, отождествляет Арсубаникет не с Жуантобе, а с городищем Караспантобе.

## Охранный статус
В 2012 году Жуантобе наряду с 30 другими памятниками истории и археологии были включены в предварительный список объектов Всемирного наследия ЮНЕСКО в номинации «Великий шёлковый путь» (Сырдарьинский отрезок).